# Sargus ruficornis
Sargus ruficornis är en tvåvingeart som beskrevs av Macquart 1846. Sargus ruficornis ingår i släktet Sargus och familjen vapenflugor. Inga underarter finns listade i Catalogue of Life.